# Robin Tonniau
Robin Tonniau (Ronse, 3 mei 1985) is een Belgisch syndicalist en politicus voor de marxistische partij PVDA.

## Biografie
Tonniau werd geboren in Ronse en groeide op in de sociale woonwijk De Stookt. Hij werkte zestien jaar lang als arbeider in de industrie, bijvoorbeeld bij de chipproducent BelGaN in Oudenaarde. Elf jaar daarvan was hij aan de slag in de automobielsector: van 2003 tot 2006 werkte hij als arbeider bij Volkswagen Vorst en van 2011 tot 2019 was hij nachtarbeider bij Volvo Car Gent. Hij werd vakbondsmilitant voor ABVV-Metaal en was betrokken bij een vier dagen durende staking in september 2017. Na de actie werd Tonniau door zijn werkgever voor vijf dagen geschorst, wat hij aanvocht in de arbeidsrechtbank. In 2020 volgde de rechter hem in de redenering dat er sprake was van syndicale discriminatie; Volvo Cars moest zes maanden loon uitbetalen en de proceskosten betalen.
Sinds 2014 is Tonniau lid van PVDA en sinds 2016 voorzitter van PVDA Vlaamse Ardennen. Bij de gemeenteraadsverkiezingen van 14 oktober 2018 was hij lijsttrekker voor PVDA*PTB in Ronse. De lijst haalde 4,1 procent van de stemmen, maar dat was onvoldoende voor het behalen van zetels. Bij de Kamerverkiezingen van 26 mei 2019 stond Tonniau op de dertiende plaats in de kieskring Oost-Vlaanderen. Van 2019 tot 2024 was Tonniau aan de slag als parlementair medewerker voor PVDA; in die functie volgde hij de commissies Mobiliteit en Overheidsbedrijven op.
Tonniau was bij de verkiezingen van juni 2024 lijsttrekker voor de Kamerverkiezingen in de kieskring Oost-Vlaanderen. De partij haalde er 7,3%, een stijging van 1,8 procentpunt ten opzichte van 2019. Tonniau werd verkozen en volgde Steven De Vuyst op in de Kamer.
In Ronse was hij in oktober 2024 lijsttrekker bij de gemeenteraadsverkiezingen. De PVDA behaalde 7,9 procent van de stemmen, goed voor twee zetels in de gemeenteraad. Sinds december 2024 is Tonniau samen met Nawras Jebara gemeenteraadslid van de stad.